# Szentágota

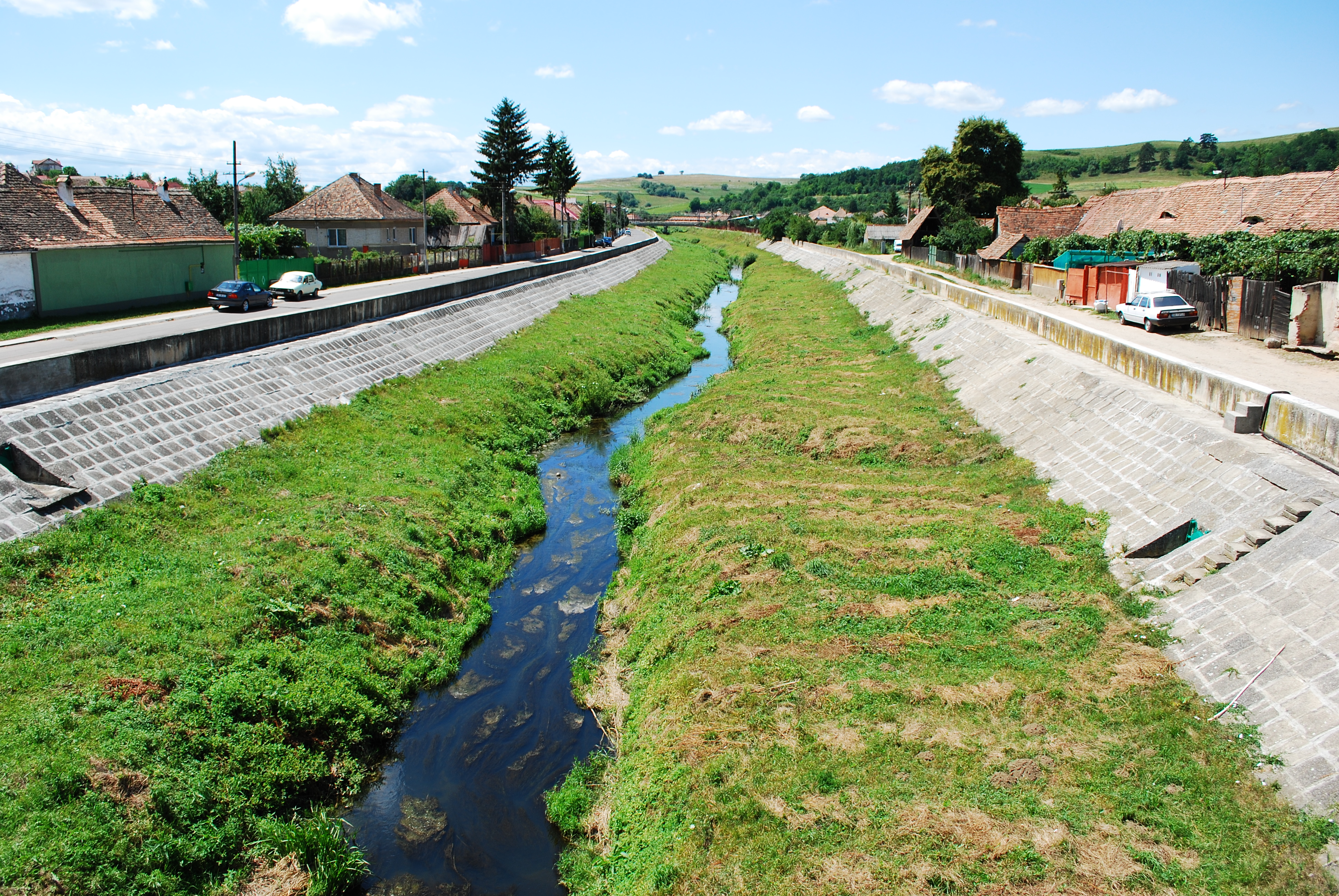
A Hortobágy folyó a városban

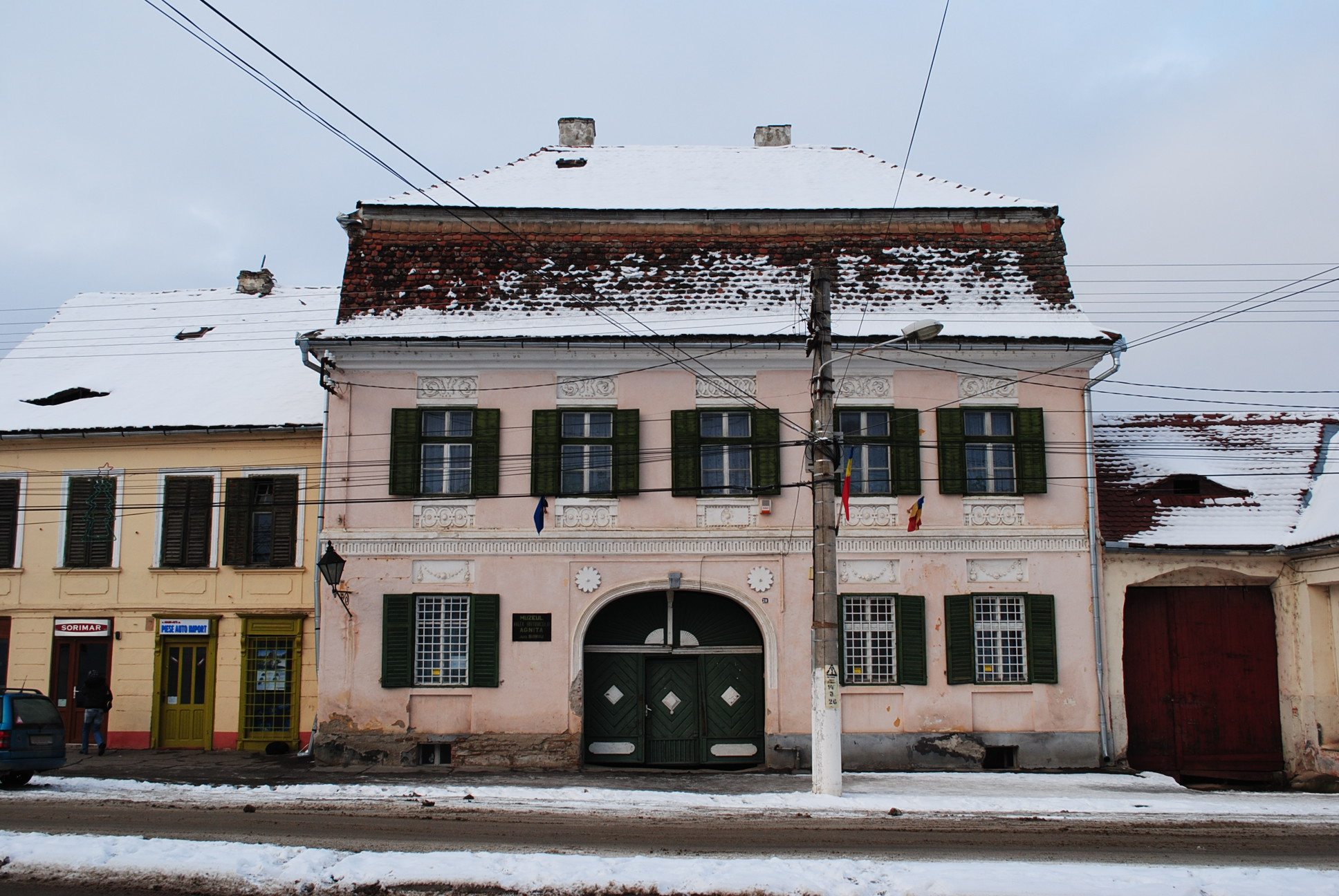
A Hortobágy-völgyi Múzeum

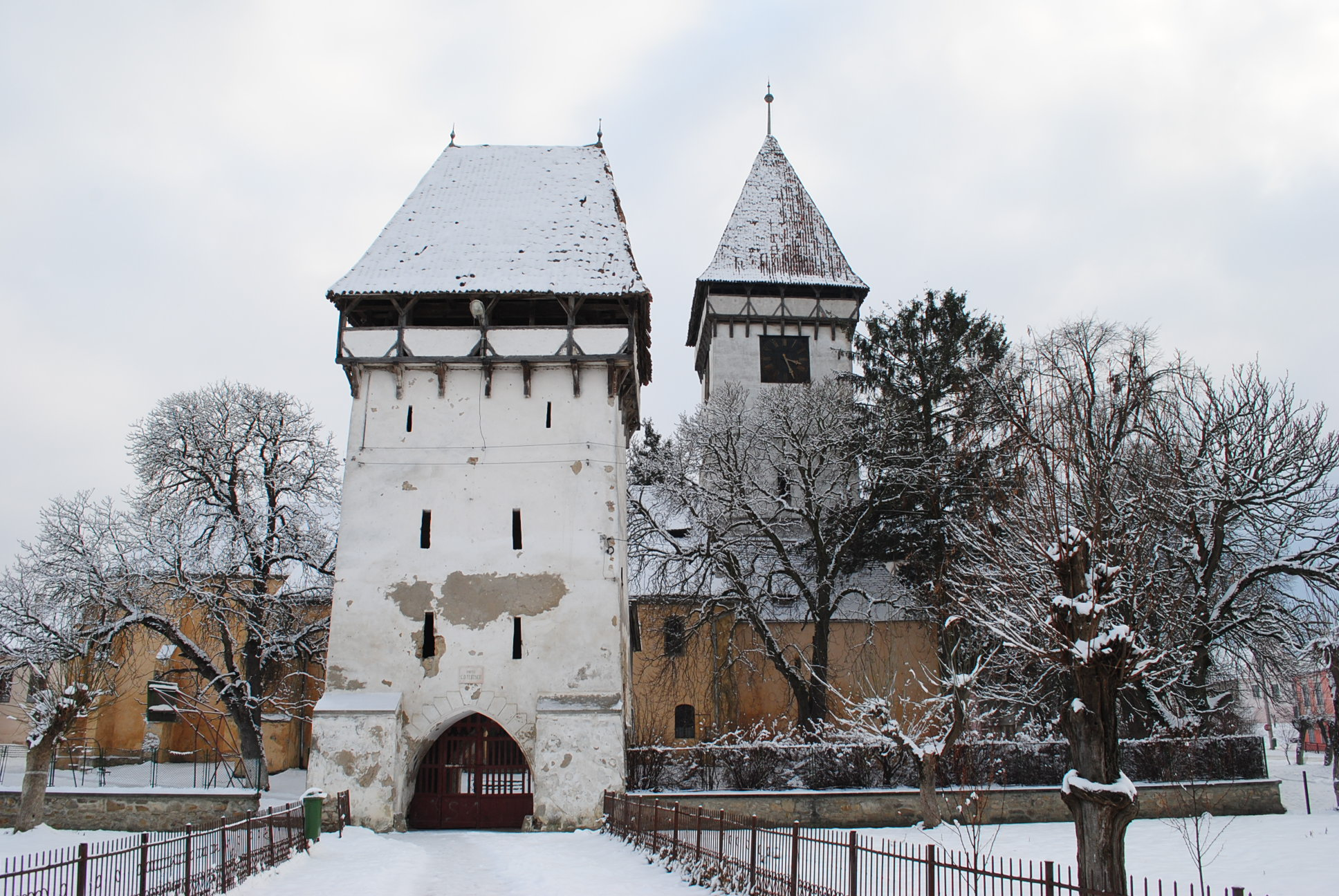

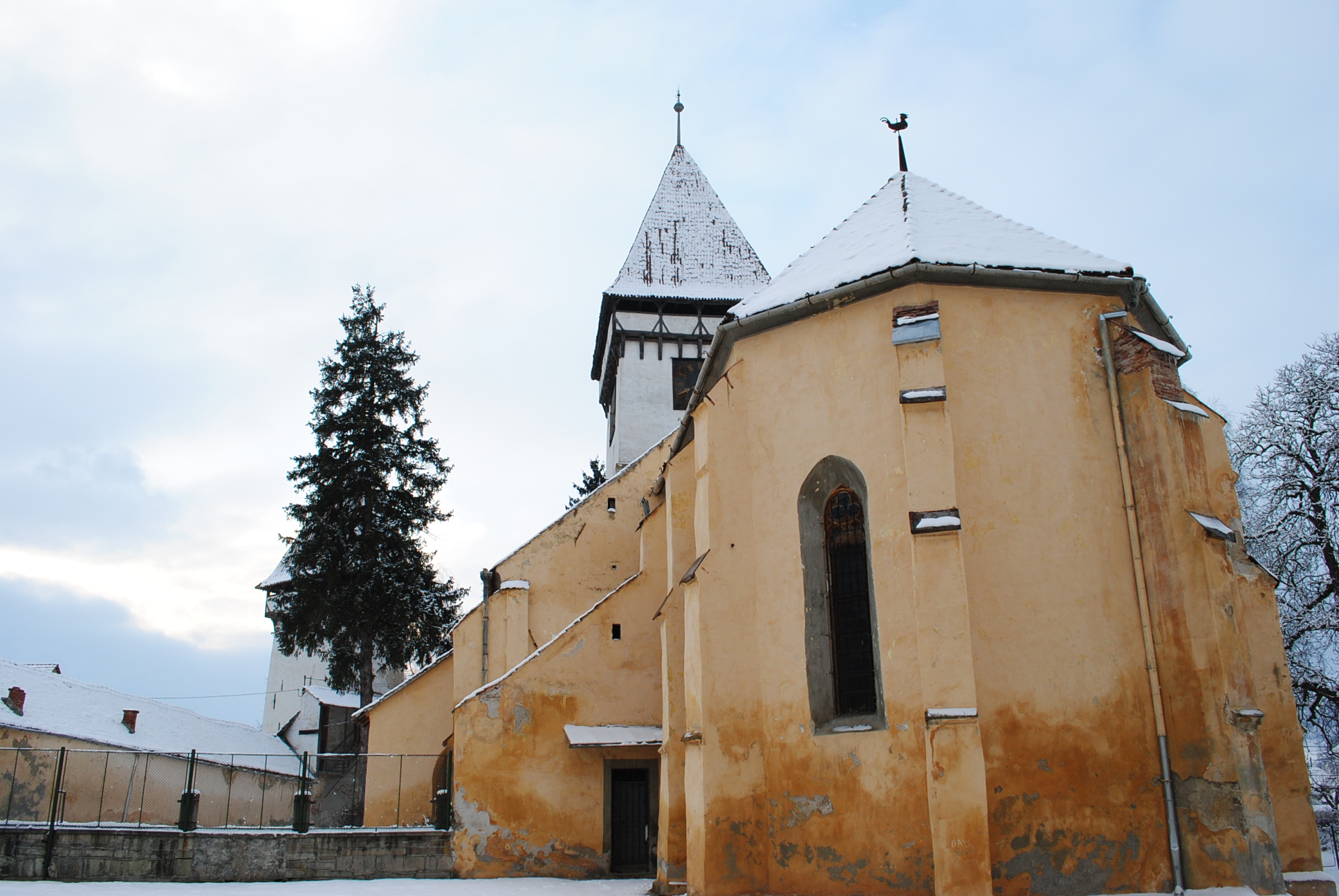

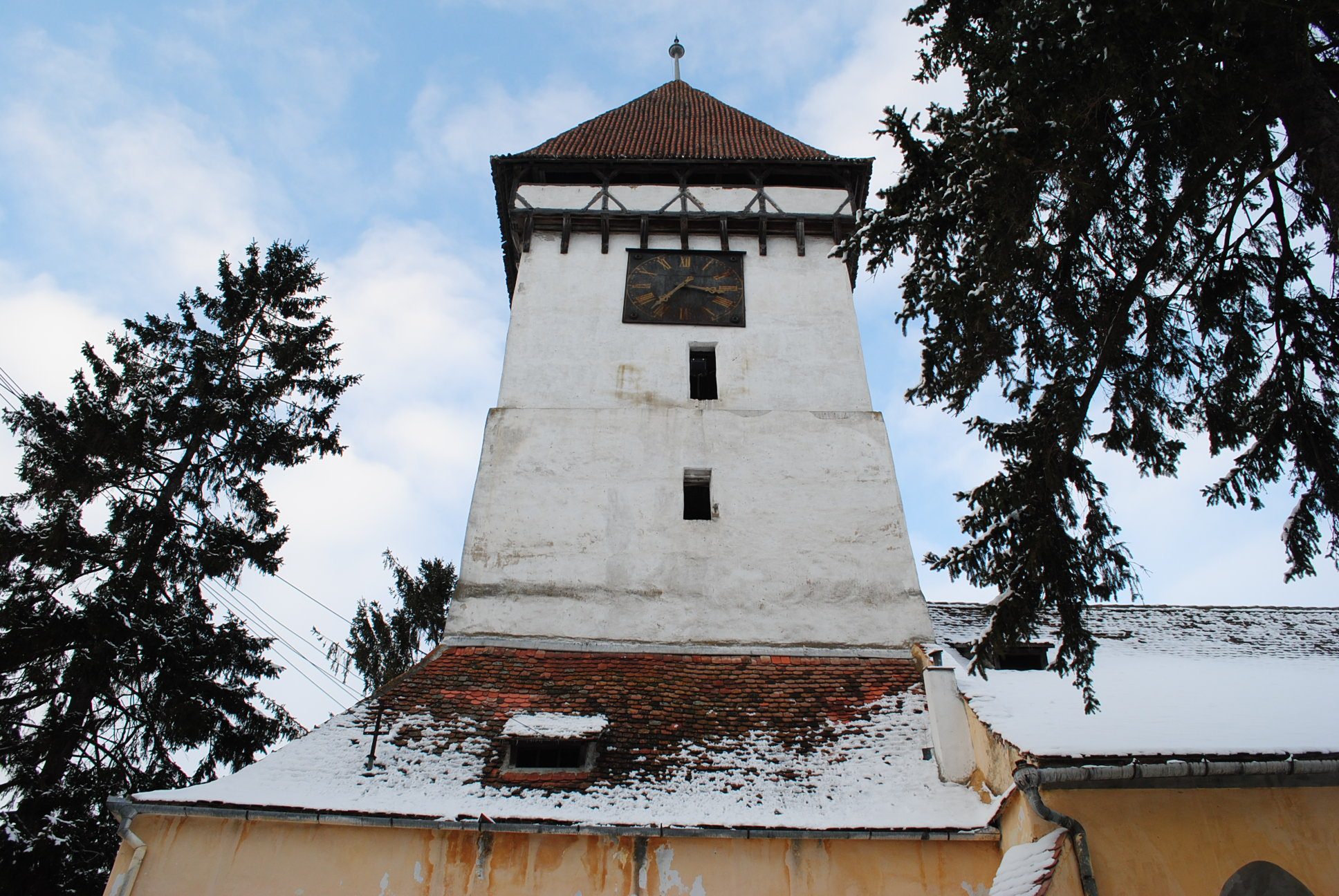

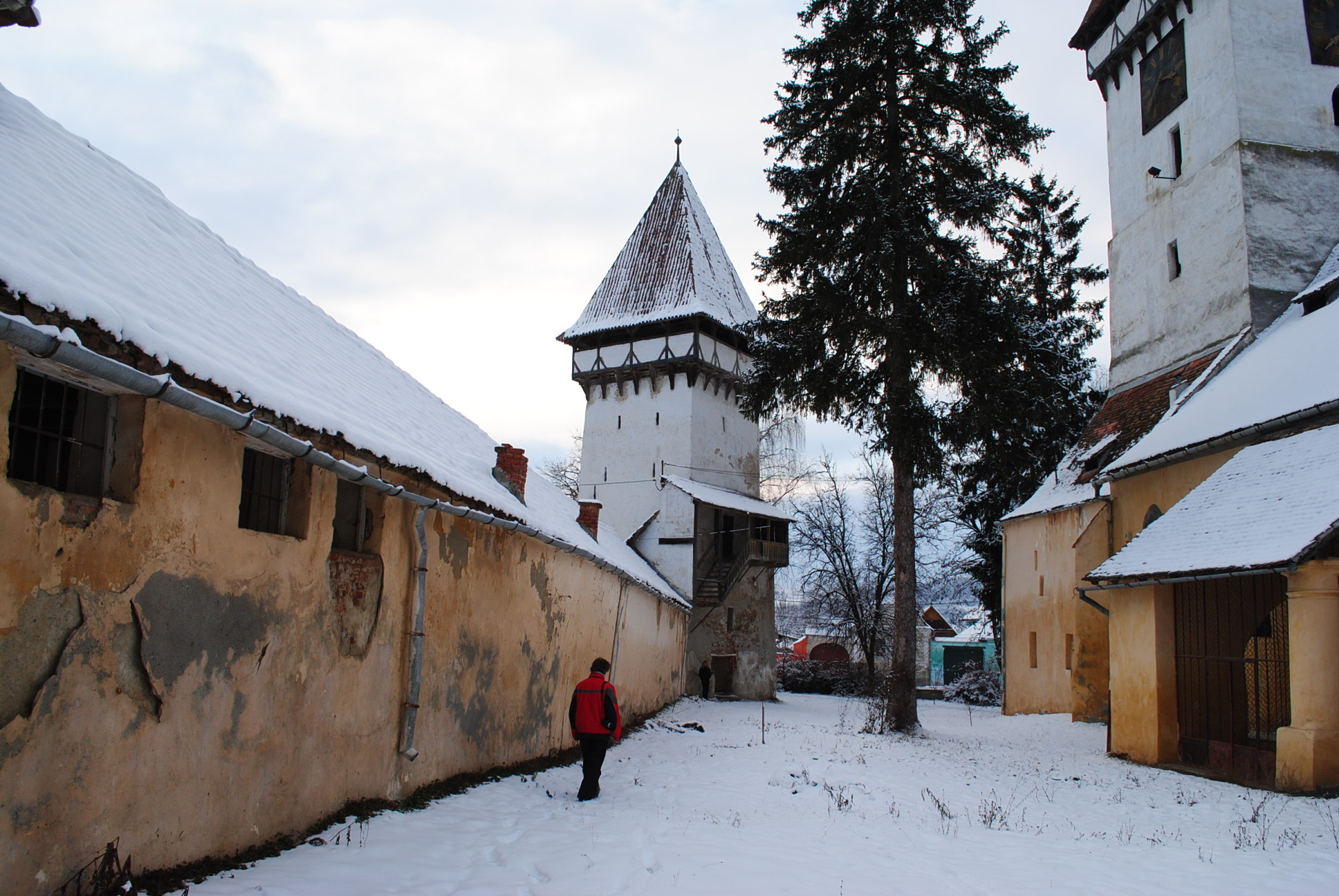

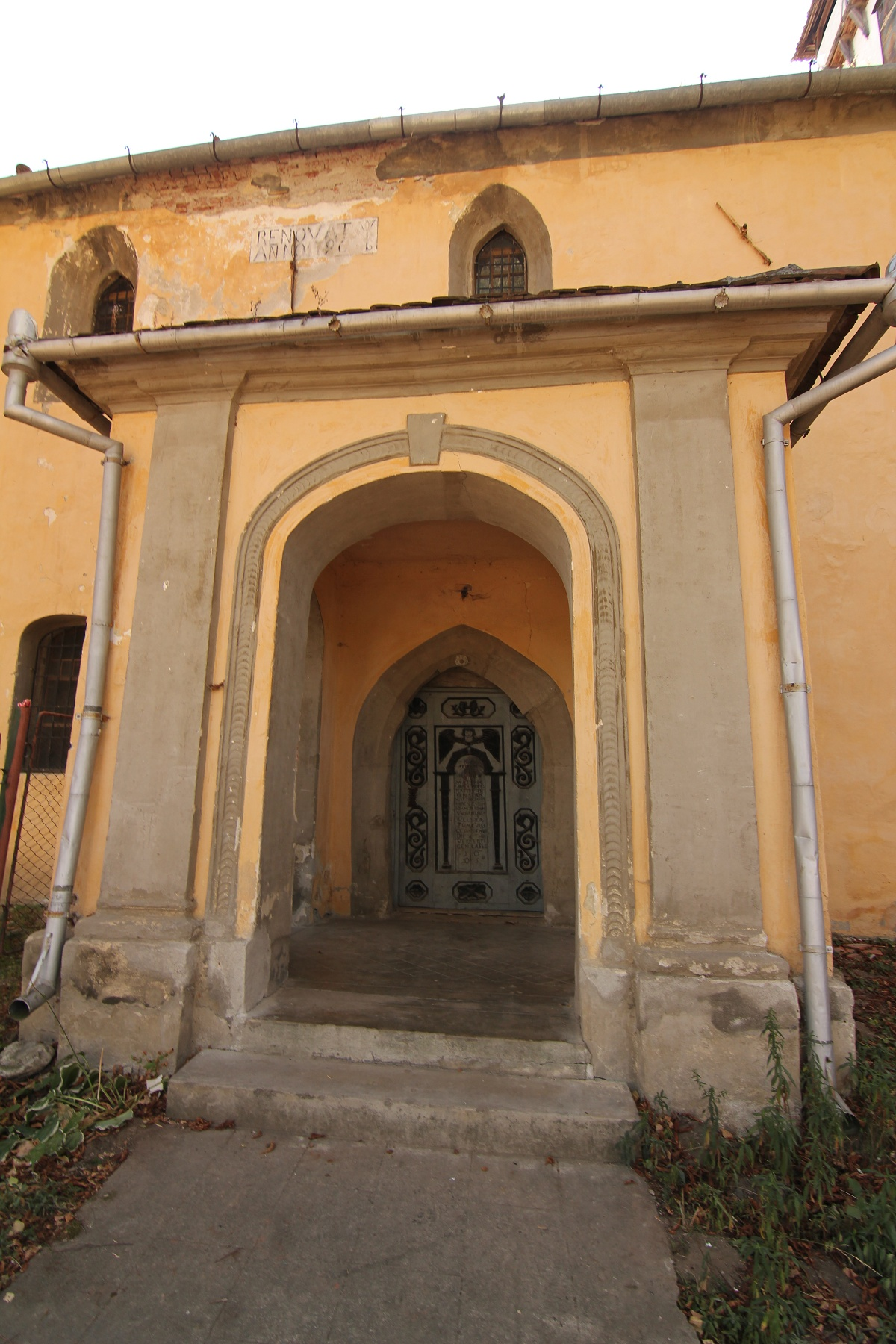

Szentágota (románul Agnita, németül Agnetheln, szászul Ongenîtlen) város Romániában, Erdélyben, Szeben megyében.

## Fekvése
Medgyestől 37 km-re délkeletre, Segesvártól 41 km-re délnyugatra, Nagyszebentől 60 km-re északkeletre, a Királyföldön, a Hortobágy két partján fekszik. A Románia földrajzi középpontjához legközelebb fekvő város.

## Nevének eredete
Nevét első temploma védőszentjéről, Szent Ágotáról vagy Szent Ágnesről kapta. A mai templomot Szűz Máriának szentelték. Történeti névalakjai: Sancta Agatha (1280), Vallis Sancte Agnetis (1317), Scenthagata (1349), Agnetelntal (1488), Agnetlen (1532) és Zenth Ágotha (1601). Román neve a németből való.

## Története
Az első tatárjárás előtt települt szász lakossággal és valószínűleg azután költözött mai helyére. A régi faluról tanúskodik a ma lakóteleppel beépített egykori Alte Kirche ('Régi templom') határrész neve. Fejlődését annak köszönhette, hogy itt találkoztak a Küküllő-völgy és a Barcaság felé vezető utak. 1376-ban Nagy Lajostól kapott vásártartási jogot Szent Iván napjára. Ettől kezdve majd hat évszázadon át viselte mezővárosi címét. Később évi három országos vásárt tartott. 1448. augusztus 15-én az itt megszálló Hunyadi János a török veszély miatt előkészületet tett megerősítésére. 1466-ban Mátyás pallosjoggal látta el és segítséget nyújtott lakóinak, hogy templomát a török ellen falakkal vegyék körül. 1488-ban kb. 953 lakosával a legnépesebb település volt Nagysinkszékben. Egy iskolamester, kilenc egyházi személy és két íródeák lakott itt.
A reformáció után, a 16. század végéig jelentős lutheránus iskolája működött. Ebben a században alakult ki a céhszervezet. A szabócéh első szabályzata 1524-ből való. A céh 1666-ban 42, 1845-ben 66 tagot számlált. Mellettük a kovácsok, a vargák, a tímárok, a szíjgyártók, a bognárok és a fazekasok alakítottak céhet.
Első román lakói a város pásztoraiként települtek be, a 18. században. Román és cigány lakói a 19. században a Neugasse egyik felében és attól keletre éltek. 1769-ben kétharmada leégett. 1786-ban 1730-an lakták: 182 polgár, 144 szabadparaszti, 76 zsellér és 63 egyéb jogállású család. 1814-ben alapították első, Szent Ágnesről elnevezett gyógyszertárát. 1857-ben a nem mezőgazdasági népesség aránya 52%-os volt, de saját ellátásukra természetesen az iparosmesterek is műveltek földet. Az osztrák–magyar–román vámháborúig nagyban termesztettek kendert és lent és állítottak elő szöveteket a román piacra. A nagyobb utcákban 1854-ben alakítottak ki deszkákból járdát. 1859-ben a város fele leégett.
1849 után egy ulánusszázad állomásozott benne, galíciai lengyel legénységgel, akik gyakran megdézsmálták a szászok pincéit, csűreit és tyúkólait. Őket 1869-ben egy honvéd zászlóalj váltotta fel. 1876-ban, Nagysinkszék feloszlatásával Nagyküküllő vármegyéhez csatolták. 1885-ben járásbíróságot hoztak létre benne. A század utolsó negyedében ipara új lendületet vett. A két legfontosabb üzemen, az 1885-ben alapított szeszgyáron (amely malmot is működtetett és később ecetet is gyártott) és az 1893-ban alapított bőr- és cipőgyáron kívül működött benne még egy gőzfűrész és egy szalámigyár, 1897-ben pedig megalakult a Raiffeisen-rendszerű Szent-Ágothai Takarék- és Előlegező Egylet. 1909-től Agnethler Wochenblatt néven hetilapja is megjelent.
1898-tól keskeny nyomtávú vasút („Wusch”) kötötte össze Segesvárral. A vonal, amely a város belterületén is áthaladt, 1968-ig üzemelt és ma már ipartörténeti műemlék. 1910-ig meghosszabbították Nagyszebenig, ez a szakasz egészen 2002-ig üzemben volt. A kommunizmus alatt két ipari üzemét fejlesztették kiemelten, a bőr- és cipőgyárat és a kesztyűkötödét. 1950-ben kapott városi rangot. 1950 és 1967 között rajonközpont volt, akkor Szeben megyéhez csatolták.

## Népessége
- 1850-ben 2575 lakosából 1857 volt német, 347 román és 345 cigány nemzetiségű; 1850 evangélikus és 690 ortodox vallású.
- 1900-ban 3940 lakosából 2565 volt német, 847 román, 329 cigány és 161 magyar anyanyelvű; 2524 evangélikus, 1111 ortodox, 165 római katolikus, 55 református és 55 görögkatolikus vallású. A lakosság 64%-a tudott írni-olvasni és a nem magyar anyanyelvűek 15%-a beszélt magyarul.
- 2002-ben 8997 lakosából 8386 volt román, 329 magyar, 139 német és 133 cigány nemzetiségű; 8410 ortodox, 182 református, 136 evangélikus és 136 római katolikus vallású.

## Látnivalók
- Evangélikus erődtemplomát 1409-ben kezdték építeni, mai formáját nagyjából 1560-ban kapta. 1600-ban leégett. Egyik harangja 1509-ből való.[6] Két külső falgyűrűjét 1845 és 1870 között lebontották, a négy torony kivételével: északon áll a Fassbinderturm ('Kádárok tornya') a csapórácsos kapuval, keleten a Schmiedturm ('Kovácsok tornya'), délkeleten a Schneiderturm ('Szabók tornya') és délnyugaton a Schusterturm ('Vargák tornya'). A templom szentélye fölötti védőemeletet 1892-ben bontották le.
- A Szent Miklós ortodox templom 1795 és 1797 között, Dumitru Orghidan és Radu Bogdan brassói kereskedők költségén épült. Paplakjában rendezték be az esperesség múzeumát.
- A Hortobágy-völgyi Múzeum az 1800-ból való, barokk Bruckner-házban működik.
- A Főtér 3. számú házának udvarán egy római kori kút áll.
- Római katolikus temploma 1867-ben épült.
- A céhes múltból átvett farsangi szokás az Urzeln (Lole), ostorral és kolompokkal zajt csapó, fánkot osztogató maskarások felvonulása. Medvetáncoltatás is kapcsolódik hozzá. Az utóbbi időben a szentágotai gyökerű látványosságot Nagyszebenben és Bukarestben is megrendezik.

## Gazdasága
- Cipőgyára 560 főt foglalkoztatott.
- Bőrfeldolgozó üzeme országos jelentőségű, de jelentős környezeti károkat is okoz.
- Az 1926-ban alapított kötöde harisnyákat, pamutkesztyűket, védőkesztyűket és sálakat gyártott.

A 2007-es adatok szerint a városban 2,7%-osra csökkent a munkanélküliség.

## Oktatás
- August Treboniu Laurian Elméleti Líceum és Műszaki Kollégium. Elődjét 1960-ban alakították, párhuzamos román és német nyelvű tagozatokkal.

## Híres emberek
- 1688-tól 1698-ban bekövetkezett haláláig Johann Artz volt a község lelkésze.
- Itt született 1961-ben Ioan Gyuri Pascu gitáros-énekes és színész.